# Atelognathus
Atelognathus es un género de ranas de la familia Batrachylidae que se encuentra sólo en la Patagonia.

## Especies
Se reconocen las siguientes:
- Atelognathus ceii Basso, 1998.
- Atelognathus nitoi (Barrio, 1973).
- Atelognathus patagonicus (Gallardo, 1962).
- Atelognathus praebasalticus (Cei et Roig, 1968).
- Atelognathus reverberii (Cei, 1969).
- Atelognathus salai Cei, 1984.
- Atelognathus solitarius (Cei, 1970).